# 埃爾福特主教座堂

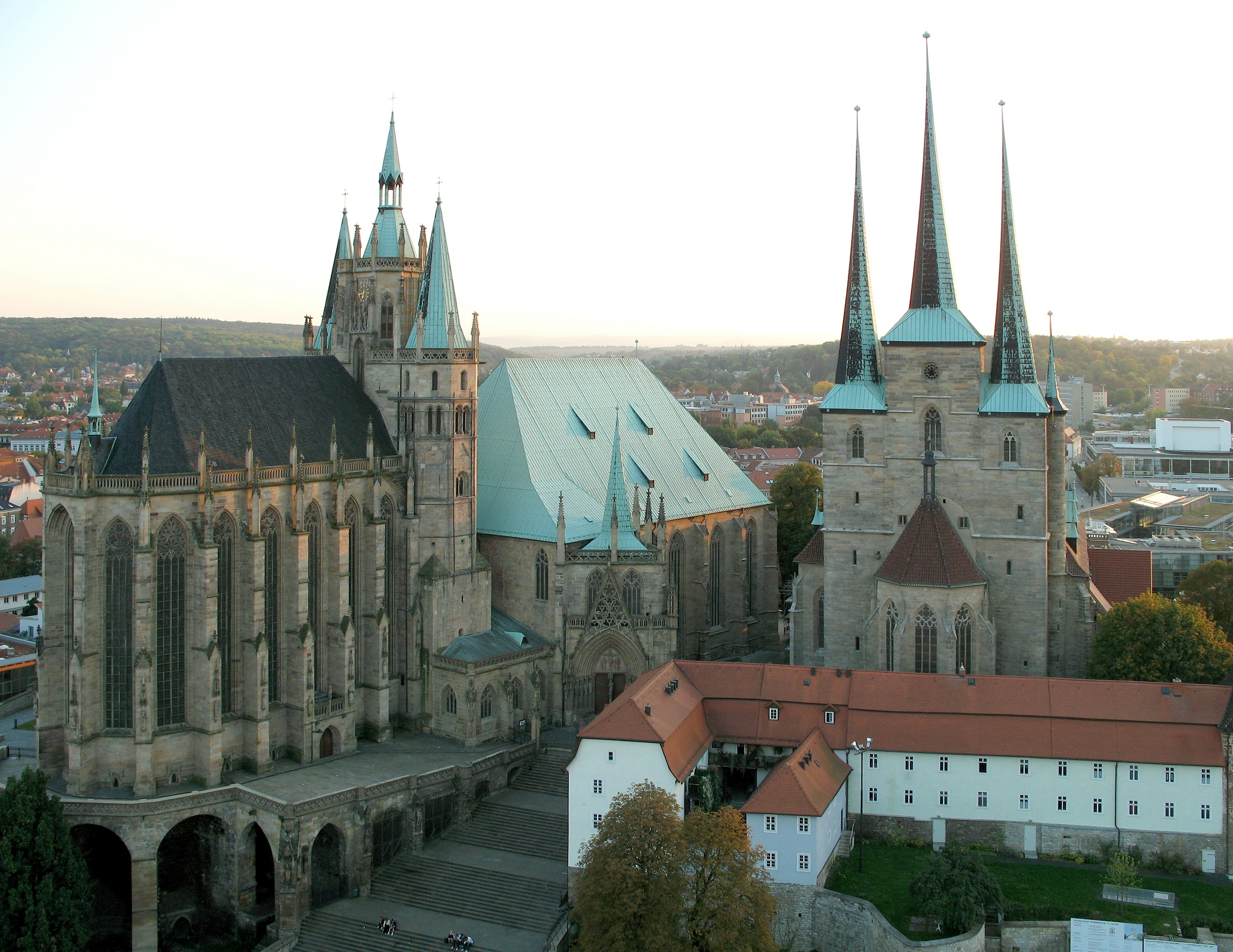
埃爾福特主教座堂

埃爾福特主教座堂（德語：Erfurter Dom）是位於德國圖林根州埃爾福特的一座教堂，正式名稱為埃爾福特聖瑪利亞主教座堂（Hohe Domkirche St. Marien zu Erfurt），為國際哥特式藝術建築。教堂的地點頗為獨特，位於一座山坡上。教堂也是天主教埃爾福特教區的主教座堂。